# Qays Shayesteh
Qays Shayesteh (född 22 mars 1988) är en nederländsk-afghansk före detta fotbollsspelare som 2013 började spela för VV DETO Vriezenveen i Nederländerna.